# リトルミズーリ川 (ノースダコタ州)

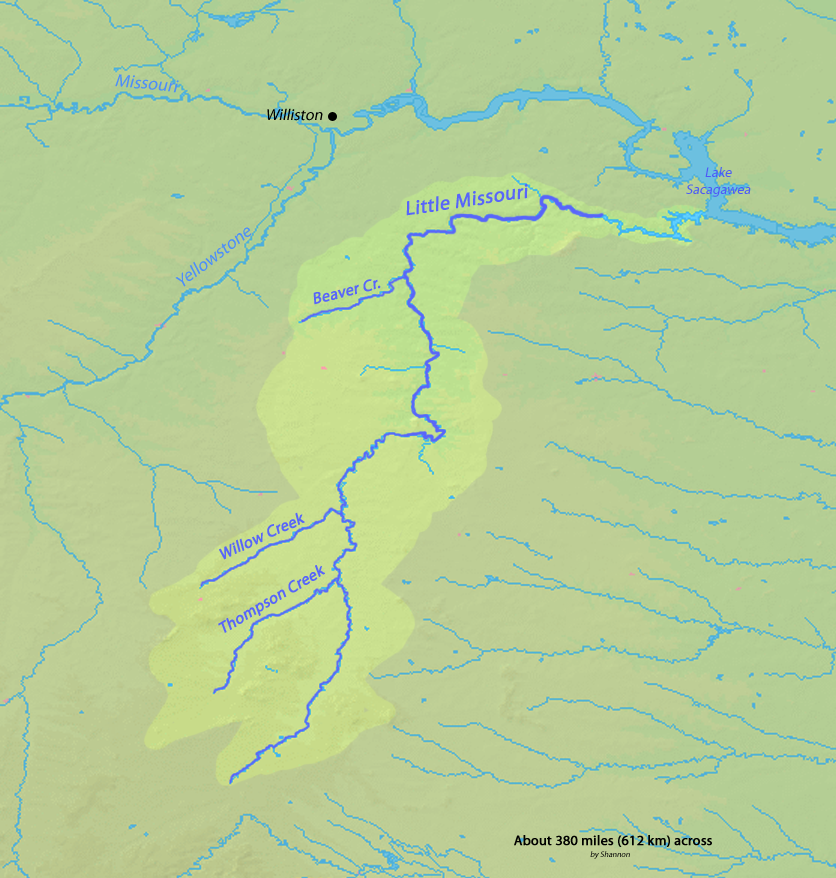
リトルミズーリ川流域

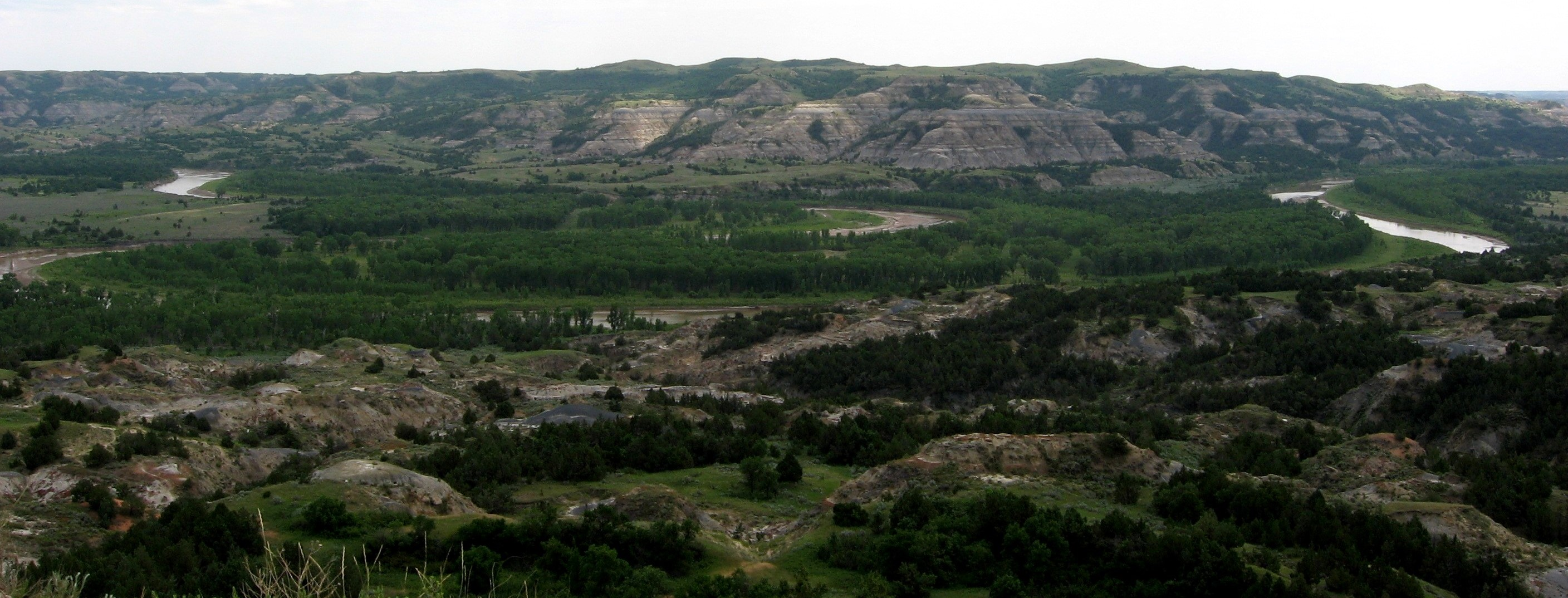
ノースダコタ州内

リトルミズーリ川（リトルミズーリがわ、Little Missouri River）は、アメリカ合衆国のワイオミング州、モンタナ州、サウスダコタ州およびノースダコタ州を流れる河川である。ミシシッピ川水系ミズーリ川の支流。全長は901km、流域面積21,523 km2 。

## 流路
ワイオミング州北東部のクルック郡、デビルスタワーの西約24kmの場所に発し、北東方向へ流れ、モンタナ州南東の角を横切り、サウスダコタ州へ入る。サウスダコタ州では北へと流れ、ノースダコタ州のセオドア・ルーズベルト国立公園内で東へと向きをかえてダン郡でミズーリ川途中の人造湖サカカウェア湖へと注ぐ。